# هرمان کنوبلاوخ
هرمان کنوبلاوخ (آلمانی: Hermann Knoblauch ؛ زاده ۱۱ آوریل ۱۸۲۰ – درگذشته ۳۰ ژوئن ۱۸۹۵) یک فیزیک‌دان اهل آلمان بود.